# Saint-Geoirs
Saint-Geoirs est une commune française située dans le département de l'Isère en région Auvergne-Rhône-Alpes.
La commune, située sur les pentes septentrionales de la partie orientale du plateau de Chambaran, est adhérente à la communauté de communes Bièvre Isère dont le siège est situé à Saint-Étienne-de-Saint-Geoirs.
Ses habitants sont dénommés les Saint-Geoirdeaux.

## Géographie

### Localisation et description
Située entre les agglomérations de Lyon, Grenoble, Valence et de Bourgoin-Jallieu, dans le secteur du Bas Dauphiné, en Isère, la commune s'est principalement développée sur les premières pentes d'un plateau boisé en lisère de la plaine de la Bièvre.

### Communes limitrophes
|                           | Saint-Étienne-de-Saint-Geoirs           |               |
| Saint-Pierre-de-Bressieux | Saint-Geoirs                            | Plan          |
| Brion                     | Saint-Michel-de-Saint-Geoirs / Quincieu | La Forteresse |

### Géologie et relief

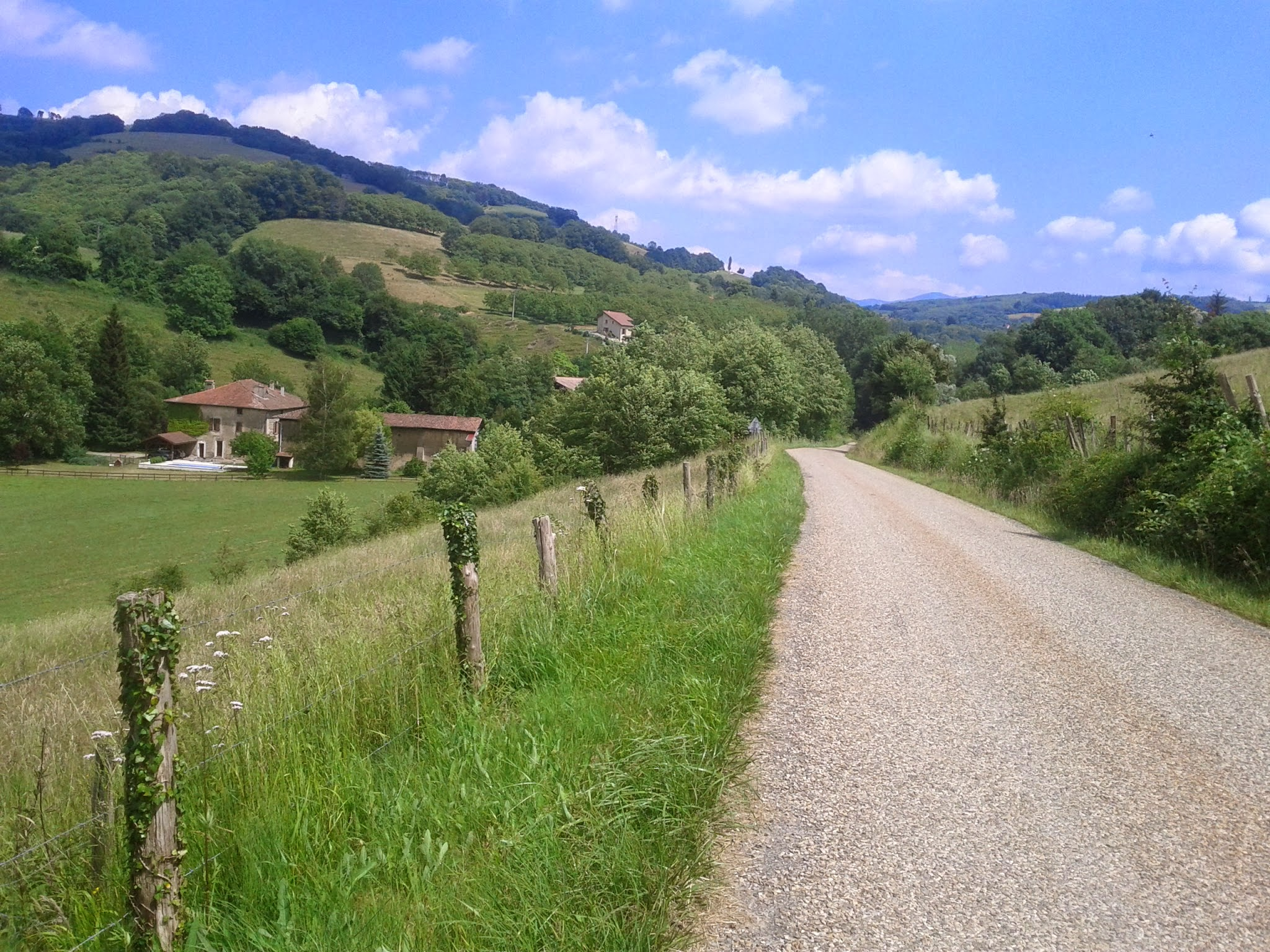
Paysage autour de Saint-Geoirs

Le territoire communal s'étend sur la partie orientale mais aussi la plus élevée du plateau de Chambaran, lequel est constitué d'une ossature en molasse miocène, recouverte en grande partie par un placage de terres argilo-limoneuses ou argilo-sableuses.
Saint-Geoirs se positionne dans un secteur de basse montagne à quelques kilomètres à l'est du point culminant de ce plateau qui atteint 789 m au sommet de l'oppidum du Camp de César, sur la commune voisine de Plan. Le point culminant de la commune s'élève à 747 m en limite avec la commune de Quincieu, non loin du col de la Croix de Toutes Aures lequel s'élève à 626 mètres et dont la route traverse le territoire de la commune au niveau du hameau de Cours.

### Hydrographie
S'écoulant depuis le plateau de Chambaran, le Rival est le seul cours d'eau notable de la commune. Il s'agit d'un ruisseau au débit irrégulier s'écoulant dans un axe Sud-Est - Nord-Ouest sur le territoire communal. Le ruisseau de Saint-Michel, un modeste affluent, le rejoint aux limites septentrionales de la commune.

### Climat
Pour des articles plus généraux, voir Climat d'Auvergne-Rhône-Alpes et Climat de l'Isère.
En 2010, le climat de la commune est de type climat océanique altéré, selon une étude du Centre national de la recherche scientifique s'appuyant sur une série de données couvrant la période 1971-2000. En 2020, Météo-France publie une typologie des climats de la France métropolitaine dans laquelle la commune est exposée à un climat de montagne ou de marges de montagne et est dans la région climatique Alpes du nord, caractérisée par une pluviométrie annuelle de 1 200 à 1 500 mm, irrégulièrement répartie en été.
Pour la période 1971-2000, la température annuelle moyenne est de 10,6 °C, avec une amplitude thermique annuelle de 17 °C. Le cumul annuel moyen de précipitations est de 1 050 mm, avec 9,9 jours de précipitations en janvier et 6,5 jours en juillet. Pour la période 1991-2020, la température moyenne annuelle observée sur la station météorologique de Météo-France la plus proche, « Grenoble-Saint-Geoirs », sur la commune de Saint-Étienne-de-Saint-Geoirs à 1 km à vol d'oiseau, est de 11,5 °C et le cumul annuel moyen de précipitations est de 915,1 mm,. Pour l'avenir, les paramètres climatiques de la commune estimés pour 2050 selon différents scénarios d'émission de gaz à effet de serre sont consultables sur un site dédié publié par Météo-France en novembre 2022.

### Voies de communication et transports

#### Accès routier
Le bourg central de Saint-Geoirs est relié à Saint-Étienne-de-Saint-Geoirs, siège de la communauté de communes par la RD154. Cette même route relie la commune à ses voisines jusqu'à Vinay par raccordement avec la RD22. La ville de Saint-Étienne-de-Saint-Geoirs se situe, quant à elle, au centre d'une triangle formé par les autoroutes A7, A48 et A49
Les hameaux de Cours et du Gillet sont traversés par la RD518 qui relie Saint-Étienne-de-Saint-Geoirs à Saint-Marcellin.
Saint-Geoirs se situe, par la route, à 4,6 kilomètres de l'Aéroport de Grenoble-Alpes-Isère.

## Urbanisme

### Typologie
Au 1er janvier 2024, Saint-Geoirs est catégorisée commune rurale à habitat dispersé, selon la nouvelle grille communale de densité à sept niveaux définie par l'Insee en 2022.
Elle appartient à l'unité urbaine de Saint-Étienne-de-Saint-Geoirs, une agglomération intra-départementale regroupant deux communes, dont elle est une commune de la banlieue,,. Par ailleurs la commune fait partie de l'aire d'attraction de Grenoble, dont elle est une commune de la couronne,. Cette aire, qui regroupe 204 communes, est catégorisée dans les aires de 700 000 habitants ou plus (hors Paris),.

### Occupation des sols
L'occupation des sols de la commune, telle qu'elle ressort de la base de données européenne d’occupation biophysique des sols Corine Land Cover (CLC), est marquée par l'importance des territoires agricoles (60,3 % en 2018), en diminution par rapport à 1990 (64 %). La répartition détaillée en 2018 est la suivante :
zones agricoles hétérogènes (38 %), forêts (37 %), prairies (22,2 %), zones urbanisées (2,7 %). L'évolution de l’occupation des sols de la commune et de ses infrastructures peut être observée sur les différentes représentations cartographiques du territoire : la carte de Cassini (XVIIIe siècle), la carte d'état-major (1820-1866) et les cartes ou photos aériennes de l'IGN pour la période actuelle (1950 à aujourd'hui).

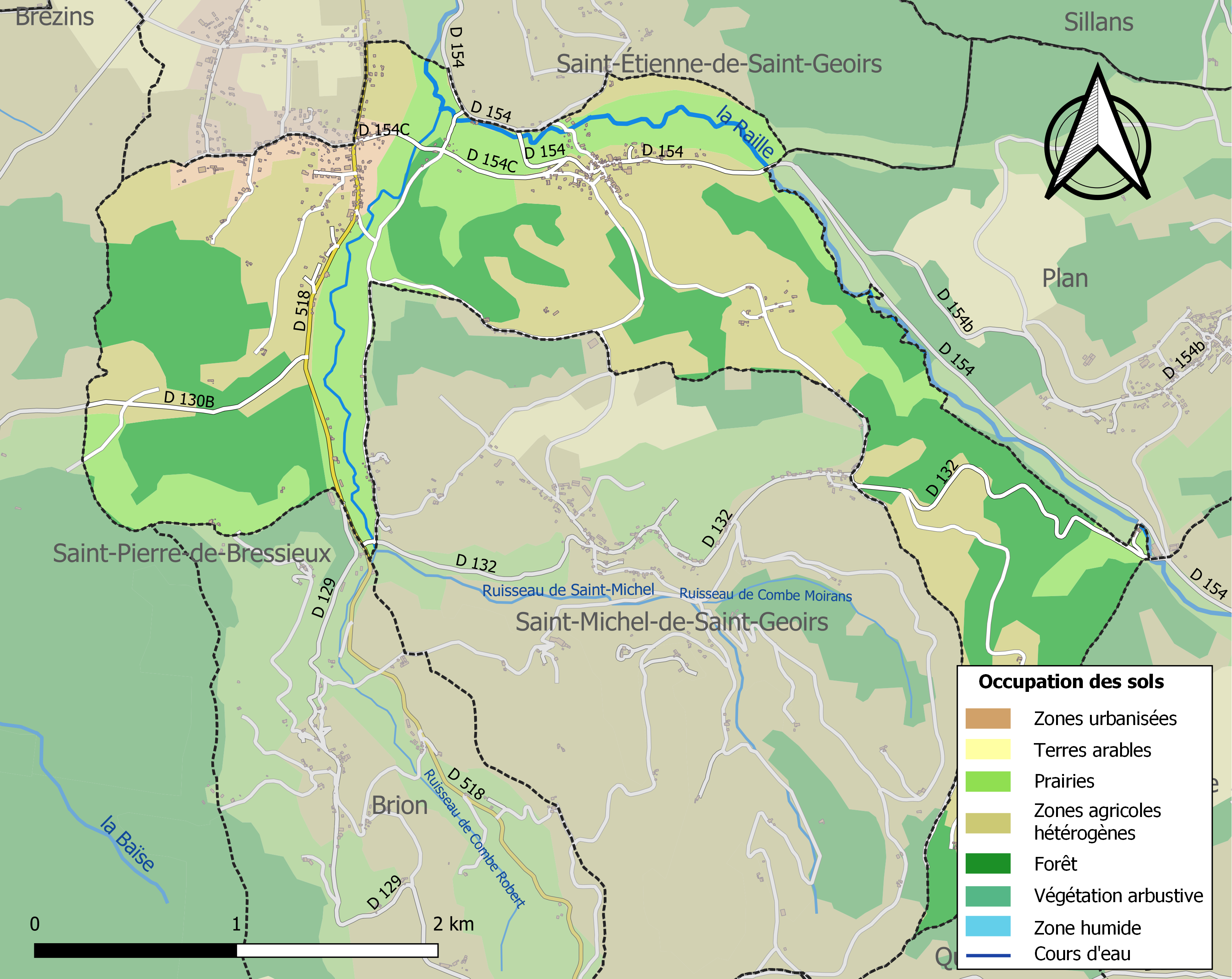
Carte des infrastructures et de l'occupation des sols de la commune en 2018 (CLC).

### Morphologie urbaine
La commune est constituée d'un bourg, de dimension modeste entouré de quelques hameaux éparpillés dans les vallées. Cet ensemble est composé essentiellement de maison individuelles, de fermes souvent réaménagées en maisons de résidence.

### Hameaux lieux-dits et écarts
Voici, ci-dessous, la liste la plus complète possible des divers hameaux, quartiers et lieux-dits résidentiels urbains comme ruraux qui composent le territoire de la commune de Saint-Geoirs, présentés selon les références toponymiques fournies par le site géoportail de l'Institut géographique national.
| - Cours - Cours le Veyron - le Frisat - Petit Berthier - le Gillet - les Abrenières - Tarmarin | - le Billoux - Servas - les Fouillouses - Téney - Molézin - la Contamine - Château du Sublet | - les Bresses - le Barboin - Bramafan - Combe Profonde - les Arêtes - le Devès (sommet) - Combe de Beaumont |

### Risques naturels et technologiques majeurs

#### Risques sismiques
La totalité du territoire de la commune de Saint-Geoirs est située en zone de sismicité no 3 (modérée), comme la plupart des communes de son secteur géographique.
| Type de zone | Niveau            | Définitions (bâtiment à risque normal) |
| ------------ | ----------------- | -------------------------------------- |
| Zone 3       | Sismicité modérée | accélération = 1,1 m/s2                |

## Toponymie
Le nom de « Saint-Geoire » peut faire référence à saint Georges (Georges de Lydda) un martyr chrétien légendaire qui aurait vécu au IVe siècle, connu pour avoir livré un combat acharné contre un dragon afin de sauver la fille d'un roi de la région de Beyrouth. Il existe cependant une deuxième hypothèse concernant cette première partie à l'instar du toponyme de Saint-Geoire-en-Valdaine, située dans le même département de l'Isère ou il serait question de Saint Georges de Vienne, évêque de Vienne qui vécut au cours du VIIIe siècle. L'église de la paroisse est dédiée à Saint-Georges sans autre précision.

## Histoire

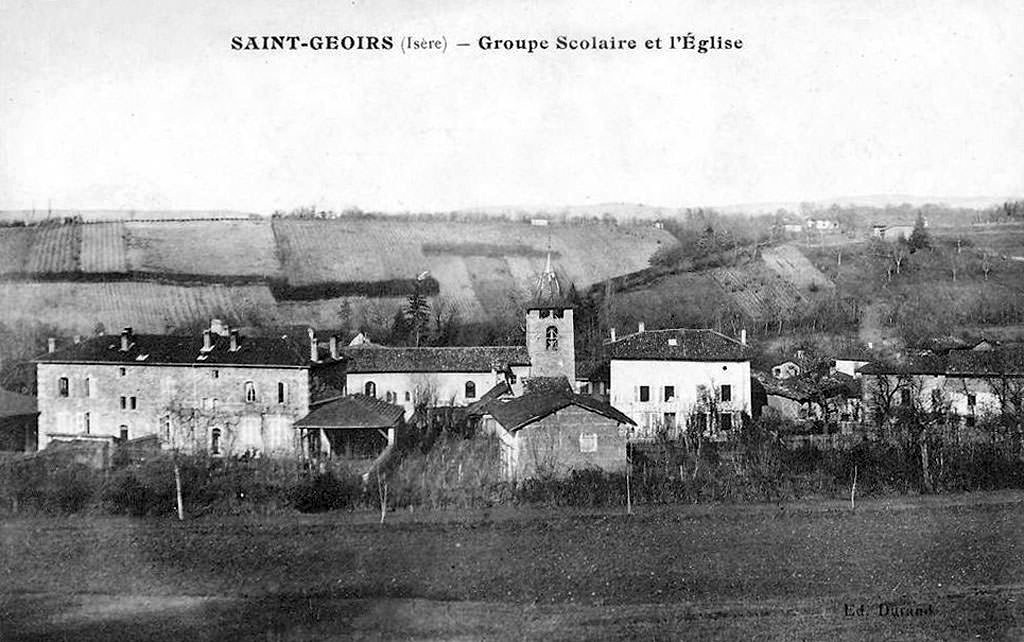
Le village au début du XXe siècle

### Préhistoire et Antiquité
Au début de l'Antiquité, le territoire des Allobroges s'étendait sur la plus grande partie des pays qui seront nommés plus tard la Sapaudia (ce « pays des sapins » deviendra la Savoie) et au nord de l'Isère.
Les Allobroges, comme bien d'autres peuples gaulois, sont une « confédération ». En fait, les Romains donnèrent, par commodité le nom d'Allobroges à l'ensemble des peuples gaulois vivant dans la civitate (cité) de Vienne, à l'ouest et au sud de la Sapaudia.

### Moyen Âge et Temps Modernes
Durant la période médiévale, la paroisse dépendait de la baronnie de Bressieux, famille issue d'un ancien lignage noble du Dauphiné de Viennois. La terre de Bressieux était un fief du comté de Salmorenc, et aurait pris son indépendance à la chute du royaume de Bourgogne quand le comté fut partagé entre l'évêque de Vienne et celui de Grenoble en 1107.
La terre de Bressieux fut érigée en marquisat en faveur de la Famille de Grolée en 1612.

### Époque contemporaine

#### Révolution française
La commune de Saint-Geoirs est née du démembrement de la commune de Saint-Étienne-de-Saint-Geoirs en 1790.
Durant la période de la Terreur lié à la prise du pouvoir par les montagnards à Paris, la municipalité donna le nom de Mont-Geoirs à sa commune.

## Politique et administration
| Période                                  | Période  | Identité        | Étiquette | Qualité  |
| ---------------------------------------- | -------- | --------------- | --------- | -------- |
| mars 2001                                | 2020     | Michel Champon  | UMP-LR    | Retraité |
| 2020                                     | En cours | Nadine Grangier |           |          |
| Les données manquantes sont à compléter. |          |                 |           |          |

### Ville jumelée
- Casorate Sempione (Italie), depuis 2013[25].

## Population et société

### Démographie
L'évolution du nombre d'habitants est connue à travers les recensements de la population effectués dans la commune depuis 1793. Pour les communes de moins de 10 000 habitants, une enquête de recensement portant sur toute la population est réalisée tous les cinq ans, les populations de référence des années intermédiaires étant quant à elles estimées par interpolation ou extrapolation. Pour la commune, le premier recensement exhaustif entrant dans le cadre du nouveau dispositif a été réalisé en 2004.

En 2022, la commune comptait 487 habitants, en évolution de −6,53 % par rapport à 2016 (Isère : +3,07 %, France hors Mayotte : +2,11 %).
| 1793 | 1800 | 1806 | 1821 | 1831 | 1836 | 1841 | 1846 | 1851 |
| ---- | ---- | ---- | ---- | ---- | ---- | ---- | ---- | ---- |
| 643  | 444  | 575  | 750  | 702  | 702  | 668  | 742  | 655  |

| 1856 | 1861 | 1866 | 1872 | 1876 | 1881 | 1886 | 1891 | 1896 |
| ---- | ---- | ---- | ---- | ---- | ---- | ---- | ---- | ---- |
| 598  | 620  | 632  | 602  | 587  | 602  | 591  | 543  | 509  |

| 1901 | 1906 | 1911 | 1921 | 1926 | 1931 | 1936 | 1946 | 1954 |
| ---- | ---- | ---- | ---- | ---- | ---- | ---- | ---- | ---- |
| 486  | 515  | 465  | 395  | 428  | 437  | 380  | 384  | 376  |

| 1962 | 1968 | 1975 | 1982 | 1990 | 1999 | 2004 | 2006 | 2009 |
| ---- | ---- | ---- | ---- | ---- | ---- | ---- | ---- | ---- |
| 331  | 281  | 269  | 314  | 354  | 410  | 455  | 469  | 489  |

| 2014 | 2019 | 2022 | - | - | - | - | - | - |
| ---- | ---- | ---- | - | - | - | - | - | - |
| 521  | 506  | 487  | - | - | - | - | - | - |

### Enseignement
La commune dépend de l'académie de Grenoble. Il n'existe qu'une école primaire située dans le bourg central (village) avec un effectif officiel de vingt-six élèves pour la rentrée 2018/2019.

### Médias
Presse régionale
Historiquement, le quotidien à grand tirage Le Dauphiné libéré consacre, chaque jour, y compris le dimanche, dans son édition de Chartreuse et Sud Grésivaudan, un ou plusieurs articles à l'actualité du canton, quelquefois sur la commune, ainsi que des informations sur les éventuelles manifestations locales, les travaux routiers, et autres événements divers se déroulant dans le secteur.

### Cultes

#### Culte catholique
La communauté catholique et l'église de Saint-Geoirs (propriété de la commune) dépendent de la paroisse Saint Paul de Toutes Aures, avec onze autres communes de la région. Cette paroisse est rattachée au diocèse de Grenoble-Vienne.

## Culture locale et patrimoine

### Patrimoine architectural
- L'église Saint Georges, située dans le vieux bourg central, est de style roman et date du XIIe siècle[32]
- La chapelle du hameau de Cours.

### Patrimoine naturel
- La grotte de Mandrin est une cavité creusée par l'homme, située entre le village de Saint-Geoirs et le territoire de Saint-Étienne-de-Saint-Geoirs, à proximité d'une zone humide intéressante pour sa faune et sa flore[33]

### Personnalités liées à la commune
- Louis Mandrin (1725-1755), contrebandier né dans la commune voisine (alors rattachée à la même paroisse) de  Saint-Étienne-de-Saint-Geoirs a donné son nom à une grotte artificielle située en limite de territoire.